# Langeland-Ærø Provsti
Langeland-Ærø Provsti er et provsti i Fyens Stift. Provstiet blev dannet 1. juni 2011 ved en sammenlægning af Langelands Provsti og Ærø Provsti. 
Langeland-Ærø Provsti består af 24 sogne med 27 kirker, fordelt på 7 pastorater.

## Pastorater
| Pastorater i Langeland-Ærø Provsti | Pastorater i Langeland-Ærø Provsti      | Pastorater i Langeland-Ærø Provsti |
| ---------------------------------- | --------------------------------------- | ---------------------------------- |
| Humble-Lindelse Pastorat           | Longelse-Fuglsbølle- Skrøbelev Pastorat | Nordlangeland Pastorat             |
| Rudkøbing-Simmer- bølle Pastorat   | Strynø Pastorat                         | Sydlangeland Pastorat              |
| Ærø Pastorat                       |                                         |                                    |

## Sogne
| Sogne i Langeland-Ærø Provsti | Sogne i Langeland-Ærø Provsti | Sogne i Langeland-Ærø Provsti |
| ----------------------------- | ----------------------------- | ----------------------------- |
| Bagenkop Sogn                 | Bøstrup Sogn                  | Bregninge Sogn                |
| Fodslette Sogn                | Fuglsbølle Sogn               | Hou Sogn                      |
| Humble Sogn                   | Lindelse Sogn                 | Longelse Sogn                 |
| Magleby Sogn                  | Marstal Sogn                  | Rise Sogn                     |
| Rudkøbing Sogn                | Simmerbølle Sogn              | Skrøbelev Sogn                |
| Snøde Sogn                    | Stoense Sogn                  | Strynø Sogn                   |
| Søby Sogn                     | Tranderup Sogn                | Tranekær Sogn                 |
| Tryggelev Sogn                | Tullebølle Sogn               | Ærøskøbing Sogn               |